# Swan Hunter
Swan Hunter, ранее известная как Swan Hunter & Wigham Richardson — британская фирма, занимающаяся проектированием судов. Ранее компания занималась постройкой судов и кораблей, став одной из известнейших судостроительных компаний мира. В XX веке на верфях компании были построены многие известные суда и корабли, однако в XXI веке Swan Hunter закрыла судостроительное производство, сосредоточившись на проектировании.

## Построенные корабли
- Лузитания
- Мавритания
- Ламорисьер
- Карпатия